# Limón Fútbol Club
El Limón Fútbol Club fue un equipo de fútbol fundado el 16 de junio del 2009. Su estadio era el Estadio Juan Gobán.

## Historia
El Limón Fútbol Club nació en el año 2009, luego de que los accionistas de la Asociación Deportiva Limonense - uno de los históricos equipos de Costa Rica y del cual se considera al Limón FC como sucesor - vendieran el equipo al empresario Carlos Pascal, quien le dio su nombre actual, dándole una fuerte inyección económica al club y cancelando sus deudas.
El club ascendió a la Primera División de Costa Rica al derrotar al Club Deportivo Barrio México en la final de la Liga de Ascenso 2009-2010, este tras haber ganado el Campeonato de Apertura de la Segunda División de Costa Rica y Limón al haber ganado el Campeonato de Clausura.
El jueves 2 de junio de 2011, la Unidad de Lavado del OIJ realizan allanamientos por la supuesta complicidad del Sr. Yépez, que se le vincula con movimientos por más de $26 millones de dólares desde el 2004. En el 2013, Carlos Pascal fue liberado y absuelto de cargos pero, al mantenerse en ese momento aún las cuentas bancarias congeladas, la situación financiera del club se agravó.

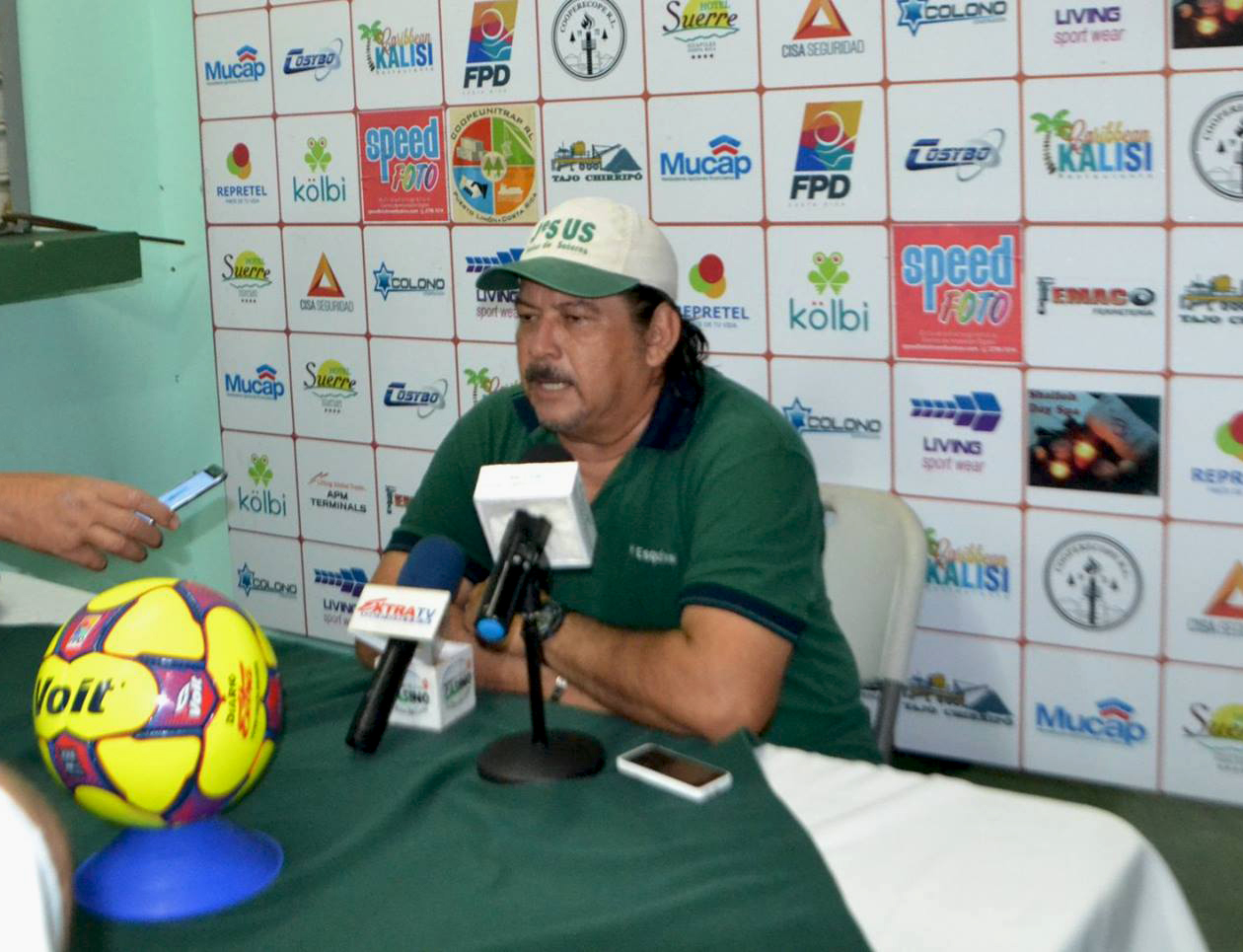
Horacio Esquivel dirigió al equipo entre 2011 y 2013.

Desde 2009 hasta mayo de 2021, Durante su ascenso, sus mejores posiciones han sido:
- cuarto lugar en el Torneo de invierno de 2012.
- cuarto lugar en el Torneo de invierno de 2015-2016.
- cuarto lugar en el Torneo de Verano de 2011.
- tercer lugar en el Torneo de Verano de 2017.

El 25 de mayo de 2021 vuelve a descender a la Segunda división tras perder la liguilla por el no descenso ante Sporting FC, Perdiendo en la ida 1-0 y el la vuelta empatando 2-2, con el global de 3-2 a favor de Sporting. El club no pudo jugar ningún partido en la segunda categoría y el 11 de febrero de 2022 le fue retirada la licencia de competición y desciende a la Primera División de LINAFA, y al día siguiente se confirma su desaparición.

## Estadio

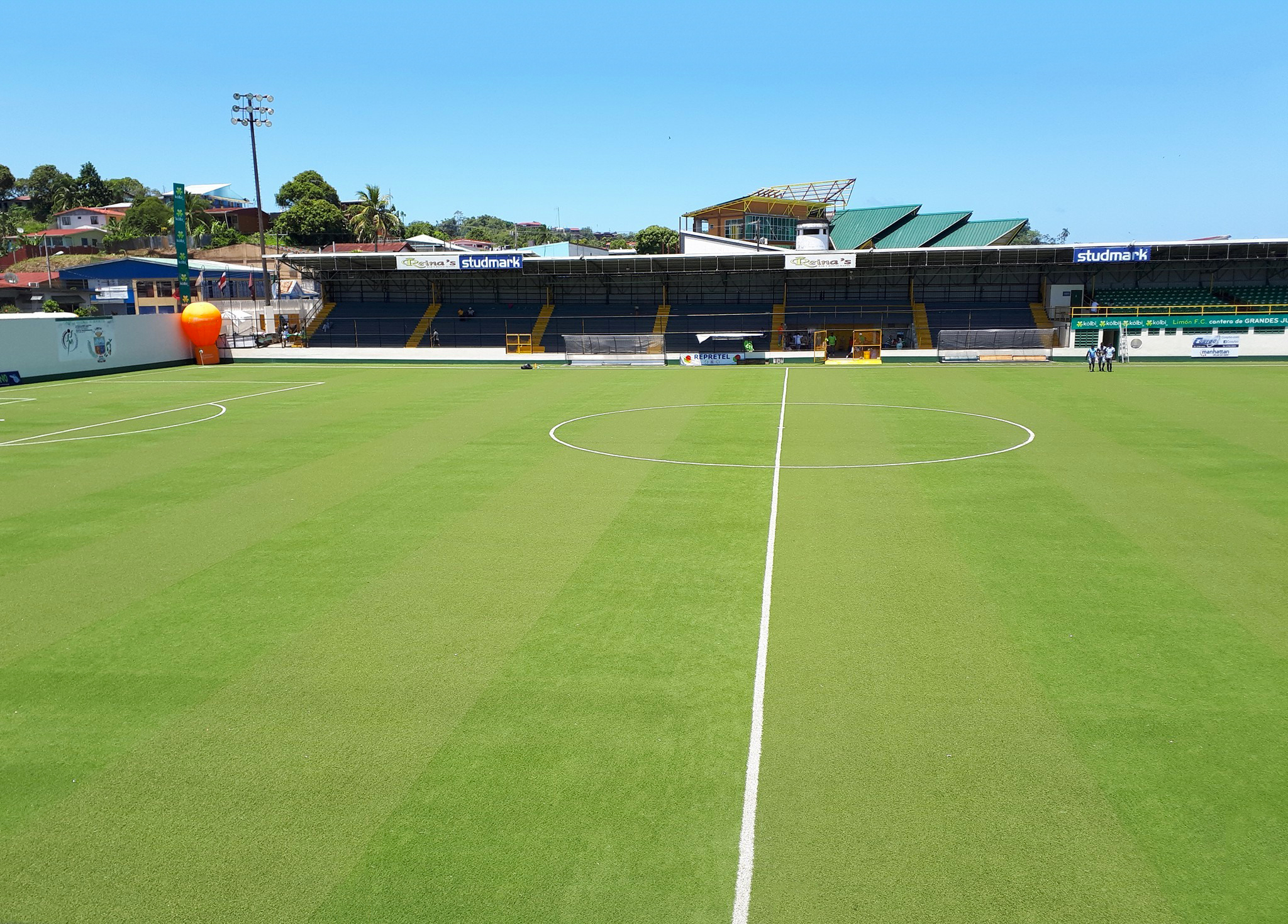

El Estadio Juan Gobán es un estadio de fútbol que está ubicado en la provincia de Limón, en la costa del Caribe de Costa Rica.
En febrero de 2010 se le instaló un césped sintético con medidas de 91 metros de largo por 72 de ancho con material de caucho y cobertura de coco en la cancha. Las siguientes reformas comprendieron la construcción de palcos, zonas de prensa, remodelación completa de los camerinos e instalación de iluminación artificial.
En setiembre de 2010, el estadio Juan Gobán fue reabierto luego de una serie de remodelaciones a las que fue sometido que implicó año y medio de trabajos, además de una inversión cercana al $1 millón, 800 mil dólares.
Entre las novedades, está la ampliación de la zona de camerinos de dos a cuatro, una sala de pesas, una sala dopaje, lavandería, cuatro sodas, dos oficinas, la instalación de 20 servicios sanitarios y una zona VIP para 220 personas. Además de la sustitución total del techo de la gradería de sombra.
En general la capacidad del reducto se amplió a 2349 personas. El estadio fue sede del equipo Limon F.C. de la Primera División de Costa Rica de 2010 hasta 2022.

## Entrenadores
| - Orlando de León (2009-10) - Ronald Mora (2010-2011) - Fernando Sosa (2011-2012) - Luis Fernando Fallas (2012-2013) - Randall Chacón (2013) - Carlos De Toro (2014) - Ronald Gómez (2014) - Kenneth Barrantes (2014) - Mario Silva (2015) | - Kenneth Barrantes (2015) - Horacio Esquivel (2015-2018) - Ricardo Allen (2018) - Marvin Solano (2018-2019) - Ricardo Allen (2019-2020) - Luis Fernando Fallas (2020-2021) - Ricardo Allen (2021) - Daniel Casas (2021) - Ricardo Allen (2021) |

## Palmarés

### Títulos nacionales
| Competiciones nacionales       | Títulos | Subcampeonatos |
| ------------------------------ | ------- | -------------- |
| Segunda División de Costa Rica | 2009-10 |                |